# باغ سفلی (شاهین‌دژ)
باغ سفلی (شاهین‌دژ)، روستایی از توابع بخش مرکزی شهرستان شاهین‌دژ در استان آذربایجان غربی ایران است.

## جمعیت
این روستا در دهستان صفاخانه قرار دارد و براساس سرشماری مرکز آمار ایران در سال ۱۳۸۵، جمعیت آن ۲۵۰ نفر (۵۹ خانوار) بوده‌است.